# Десмонт
Десмонт је личност из грчке митологије.

## Митологија
Према Хигину, Десмонт је био Меланипин или Арнин отац. Неки извори указују да је Арнин отац ипак био Еол, али да ју је поверио Десмонту, који ју је радо усвојио, јер није имао сопствене деце. Он је ослепео своју кћерку јер је остала трудна. Родила је близанце у тешким условима; заробљена у гробу, где је добијала хране и воде тек толико да преживи. По Десмонтовом наређењу близанци су остављени дивљим зверима. Међутим, били су спашени и када су одрасли, убили су Десмонта, а по Посејдоновом наређењу.